# 앤드리아 정
앤드리아 정(Andrea Jung, 1959년 ~ )은 캐나다 토론토 온타리오 출생의 기업인, 북아메리카의 사업가이다. 1994년 에이본 프로덕츠에 미국 마케팅 사장 합류한 이후, 1999년 최고경영자에 취임하여, 과거 100여 년간 큰 변화 없이 운영됐던 회사를 연매출 100억 달러가 넘는 회사로 성장시켰다. 2001년 레이디스 홈 저널에서 아메리카에서 가장 영향력 있는 여성 30명 중 한 명으로 뽑았다. 1998년부터 제너럴 일렉트릭의 이사회의 임원으로 들어가게 되었고 2008년 1월부터 애플의 이사회 임원으로도 들어가게 되었다. 2011년 에이본 최고경영자 직에서 사임했고, 2012년 이사회 의장 직에서도 물러났다.